# أورينت نيوز
أورينت نيوز كانت قناة ومحطة إذاعية سورية معارضة، مؤسس المحطة ورئيس تحريرها محمد غسان عبود هو سوري الجنسية مقيم بالإمارات وأعلن عن المشروع في بداية عام 2008، وفي مايو من نفس العام ظهرت إشارته والشعار الخاص به مترافقة مع صوت السيدة فيروز للجمهور وبقي الحال كما هو ثمانية أشهر.
أعلنت القناة عن إغلاقها في 21 نوفمبر 2023. ويبقى الموقع أرشيفاً للأخبار السابقة.

## الانطلاقة
في مساء يوم الاثنين 2 فبراير 2009 الساعة السابعة مساء بتوقيت دمشق انطلقت جملة «هنا سوريا» من فم المذيعة لتعلن نشرة المشرق الأخبارية الأولى، وتتابع البث بالعديد من البرامج والمسلسلات الدرامية والأفلام دون توقف، 24 ساعة وبدون بث تجريبي.

## البرامج
لدى أورينت نيوز 11 برنامجاً أسبوعياً (إنتاج شركة Life Point لايف بوينت المملوكة لغسان عبود نفسه) يجري تصوير عدد منها في استوديوهات المحطة في سوريا، وتعتمد على التصوير الخارجي. هذه البرامج تعرض ثلاث مرّات، وتتقاسم ساعات البث معها ثلاث نشرات إخبارية بتوقيت دمشق والإمارات، واحدة في الساعة الرابعة تبث من القاهرة، ذات طابع دولي عربي، والثانية في السابعة «هنا سوريا» من دبي انحصر تركيزها على الشأن السوري، ونشرة في التاسعة مساءً من دبي أيضا ذات طابع دولي عربي.
أسماء برامج القناة باللغة الإنجليزية غالبا:
- هنا سوريا

تقدمه الاعلامية أحلام طبره، برنامج اجتماعي سوري يطرح ويناقش ابرز القضايا السياسية والاجتماعية والعسكرية  اليومية ، ويواكب ابرز المستجدات الدولية التي لها انعكاس مباشر على الملف السوري ،يتابع قضايا النازحين السوريين في شمال سوريا ،وقضايا السوريين في مناطق النظام و يتابع ملفات السوريين اللاجئين حول العالم .
يقرأ تطورات المشهد العسكري وتغيراته اليومية ويناقشها مع المختصين يعرض البرنامج من الاحد الى الخميس في الساعة الثامنة مساء
- Ladies first / النساء أولا

الذي تقدّمه الممثلة ديمة بياعة، والكاتبة سمر يزبك، ومصممة الأزياء هلا جرجورة، ومهندس الديكور لؤي مردم بك. البرنامج الذي ينتمي إلى الـ«توك شو» يتناول مواضيع مختلفة، لكنّ طابع التسلية يغلب عليه.وهو برنامج يهتم بقضايا المرأة السورية، ربات البيوت والصالونات تحديدا، ولم تظهر سوى عدة حلقات منه واختفى بسرعة دون توضيح الأسباب.
- أضواء المدينة

برنامج يركز على قضايا الحراك الثقافي في الساحة الثقافية السورية تقدمه الصحفية ديمة ونوس.
- إن أند أوت/In and Out

برنامج يهتم في تقديم النشاطات الفنية السورية غناء، مسرح، سينما، دراما، معارض نحت وفن تشكيلي وأزياء، ومهرجانات...الخ.
- ع هوانا

للشباب السوري وتطلعاتهم واهتماماتهم وقضاياهم كان لهم هذا البرنامج.
- على حد قولهم

هو برنامج يسلط الضوء على القضايا السياسية العربية فيما وراء الخبر السياسي اليومي، وهو من أضعف برامج القناة وأقلها قيمة اعلامية.
- اقتصاد المشرق

برنامج اقتصادي له شكل مميز انه فعلا مرآة عكست واقع الاقتصاد السوري الذي تعتبر فيه اقتصاديات الظل هي الاقتصاديات ذات الطيف الأوسع، فاهتم البرنامج بهذا الاقتصاد «التراثي» المتخلف العصي على الإصلاح والتطور حتى اليوم والبعيد عن العصرنة/ وانما اقتصاد «العصرونية» (مصطلح سوري يطلق على اقتصاد الدكاكين)! كما قدمت فيه جوانب صناعية تجارية مؤسساتية خاصة وحكومية كانت خفية وغير معروفة،
ولم ينسى البرنامج أن يقدم بورصة للمنتجات والمستوردات السورية. للأمانة لم تعتمد هذه البرامج على التصوير الممل داخل الاستديو فقط
وانما كل هذه البرامج اعتمد فيها التقارير الخارجية لكي تبعد المشاهد عن الملل.
- سوبر برس/Super Press

يعتبر من البرامج الجديدة كليا على الفضائيات العربية. هذا البرنامج يقيم ويبحث تغطية
وسائل الاعلام للقضايا والمشاكل التي تطرأ على المجتمع السوري، ومن خلالها يتطرق إلى الأداء الحكومي بايجابياته وسلبياته، لكنه وقع في مطبات تغيير الشكل والمقدمين عدة مرات خلال أربع أشهر.
لعل أهم المفاجآت التي فجرها تلفزيون المشرق هي مجموعة البرامج المصورة والمسجلة خارج الاستديو، فقد استخدمت فيها مهارات عدة كالديكو دراما واللعب على العوالم اللونية وغيرها.
- حكاية سورية

برنامج من إعداد راما جرمقاني وإخراج آمن العرند، يستعرض التغيرات التي أصابت حقلاً مهنياً أو إبداعياً في المجتمع السوري خلال العقود الماضية، لعله من أهم برامج القناة، فهو برنامج تجاوز تلقزيون المشرق فيه كثيرا من الخطوط التي كان يظن أنها خطوط حمراء رسمت منذ بداية الستينات، إذ تدور حلقات البرنامج حول الخصوصية السورية في مواضيع حياتية كالموضة والفن التشكيلي والصناعات والخمر والجنس والتبغ وغيرها، أما المواضيع الأهم فهي دخوله واستكشافه فسيفساء المجتمع السوري وتسليطه الضوء على الاثنيات العرقية والطوائف الدينية، بحيادية وبساطة مطلقه، نحو تعريف الآخر بمن يعيش معه أو يجاوره ويتشارك معه في الأفراح والأتراح والهموم الوطنية، في زمن تسود المنطقة كثيرا من النزاعات والتشكيك بولاء الآخر للوطن، وكأن بالقائمين عليه قد أخذو مقولة المفكر والكاتب لطفي السيد «من جهل شيئا عاداه» أو مقولة «الإنسان عدو مايجهل»، فكشفوا عن تفاصيل متنوعة في عمومها وخصوصها لـ الأرمن والشركس والتركمان وآشوريون واليزيديين.
- حكايا الليل \ A.M Stories

لماريا شحادة برنامج يدور عن خصوصية المهن الليلية كالرقص والشرطة والإسعاف والمراقبين الجويين ورجال الجمارك وعمال البلديات وغيرهم...
- نقطة من أول السطر

برنامج تدور حلقاته حول أشخاص حدث معهم حدث ما تغيرت اتجاه عقارب ساعة حياته لتجعل منهم غير ما كانوا عليه.
- الهوا شمالي

برنامج يظهر المنطقة الشمالية في سوريا وطريقة حياة الناس فيها وخصوصا أنها عاشت عدة عقود بعيدا عن الأضواء.
- غايم أوفر/Game Over

تعتبر كل حلقة تلفزيونية من هذا البرنامج عبارة عن فيلم توثيقي يعيد إلى الذاكرة نجوم الرياضة السورية الذين رفعوا اسم بلدهم في جميع الميادين الرياضية وغافلهم النسيان لكن انجازاتهم لا تزال حاضرة.
- أوتوغراف للاعلامية سهيرالذهبي

هو البرنامج الوحيد الذي خرج فيه القائمون على تلفزيون المشرق من ماهو سوري إلى ما هو عربي، وهو عبارة عن تجربة حياة شخصية تركت أثرا في المجتمع العربي، ليضئ هذه الشخصيات من الداخل من خلال نكئ الذاكرة.
- حياة الآخريين

للينا العبد، يقحم فريقاً من الشباب في مهن جديدة.برنامج مسابقات يعتمد على الطرفة في فكرة تبادل الأدوار ووضع المتسابقين في أماكن غير مألوفه لتتولد المفارقات والمرح واللعب.
- مقامات الشام

هذا البرنامج ما هو الا رصد توثيقي وتحليلي اجتماعي وسياحي وتاريخي لعظماء العالم الإسلامي ممن دفنو في أرض سوريا.
- Discover Syria / اكتشف سوريا

برنامج لرنا الصوا ومحمد رامي الجندي، اكتشاف جغرافي سياحي للطبيعة المتنوعة في سوريا من الجبال المكسوة بالثلوج إلى الصحاري، إلى الغابات والوديان في سوريا، شبان وفتيات على شكل مجموعات يعيدون استكشاف سوريا بمغاورها وأوابدها سيرا على الأقدام وتوثيقها دون تدخل وروتشه.
- حياة الليل /Night Life

لعبدو مدخنة، يصوّر حياة الليل والسهرات الصاخبة، لكنّه يهدف إلى تقديم صورة «سياحية» للبلد، نائياً عن هموم الواقع الحقيقيّة.البرنامج الذي يعتبر تصويرا حيا لأجواء السهر والاحتفال في مدن سوريا.
- برنامج OR

وهو برنامج فريد من نوعه عربيا إذ أن كمراته دخلت وصورت داخل غرفة العمليات في حلقاته الإثني عشر ولكنه وقع في مطب ان مذيعته وهي بالأساس طبيبة كانت تسوق نفسها طبياً أكثر مما كانت تقدم مادة اعلامية وفي الجزء الثاني استطاعت مذيعته سلام الفيل بتميز ان تقدمه بشكل أقرب إلى الناس وتلغي بالتالي حاجز الخوف من غرفة العمليات كما قامت بجهودها الشخصية وجهود فريق البرنامج وتعاونهم مع كوادر خارج التلفزيون استطاعت بث روح العمل الإنساني من خلال تأمين العلاج المجاني لبعض الحالات الإنسانية.
- بيت المونة

وهو برنامج عن الطبخ لكنه عودة إلى المؤكولات الشرقية والمطبخ الشرقي وحكايات أكلاته والقصة التاريخية والمكانية للأكلة، لكن هذا البرنامج وقع أيضا في مطب المقدم المزيع الذي يكرر كلام الآخرين ولا يدعهم يعبرون عن أرائهم وانما طرح نفسه البديل عنهم فكان الضيف لايستطيع اتمام جملة واحدة على بعضها.
- قصة مدينة

وهو برنامج وثائقي يتاول سيرة المدن السورية والتأثيرات الاجتماعية والسياسية التي طرأت عليها خلال القرن الماضي وحنى اليوم في قالب يعتد على جعل أهلها بمختلف شرائحهم هم أبطال الحكاية وأبطال المدينة، لم يستطع القائمون عليه تقديم سوى سبعة حلقات لاقت صدى حواريا جيدا خصوصا داخل المدينة التي تقدم الحلقة عنها، لكنه توقف بعد اغلاق مكتبي القناة في دمشق وحلب في يوم 29/7/2009 ،
وتعرض «أورينت» فيلمين أجنبيين، يومي الثلاثاء والخميس، وتعاود اكتشاف الأرشيف السينمائي السوري، فتقدّم خمسة أفلام سوريّة أسبوعياً، لحفظ الذاكرة. للدراما حصة طبعاً، لكنّ «المشرق» لا تقترح دراما منافسة، بل تعرض مسلسلات تعود إلى سنتين.

## القائمون عليه
وقال غسان عبود مدير عام القناة إن أكثر من 150 شخصاً يشاركون في مختلف عمليات التغطية الإعلامية وإنتاج البرامج والأعمال الفنية الأخرى داخل سورية و 100 يعملون في مركز المحطة بدبي.
وأشار عبود إلى أن القناة تخصص حيزاً كبيراً للتواصل مع الجاليات السورية في مختلف بلدان العالم عبر شبكة مراسليها.

### غسان عبود
من مواليد عام 1967 محافظة/ مدينة ادلب، حاصل على اجازة في الصحافة من جامعة دمشق العام 1991،
غادر إلى أبوظبي نهاية العام 1992.
لايعرف أن له أعمال مهمة في مجال الاعلام قبل تأسيسه تلفزيون المشرق، إذ بدأ حياته المهنية في أبوظبي في مجال العلاقات العامة والتدريب، ومع نهاية العام 1995 غادرها إلى دبي والتي بدأت آنذاك مؤشرات انطلاقها كمركز تجاري مالي عالمي.
بدأ محمد غسان عبود نشاطه في مجال تجارة إعادة التصدير وأسس مؤسسة غسان عبود لتجارة السيارات وقطع الغيار في الشارقة ثم في دبي، وخلال نحو عقد من الزمن أصبحت من أهم المؤسسات العاملة في هذا القطاع في المنطقة  له العديد من الاستثمارات في سوريا، وبسبب أنه اصطدم بالعديد من العقبات الاسثمارية في سوريا 2003، فوسع استثماراته في دبي وافتتح عدة فروع لمؤسسته، ودخل قطاع الاتصالات عبر «جلوبال تلكوم» ثم أسس مصنع «حكايات للديكور والأخشاب والألمنيوم والزجاج»، وأسس تلقزيون المشرق الفضائي ومؤسسة لايف بوينت للإنتاج التلفزيوني التي لها فروع في بعض الدول العربية.
منذ البداية اعتبر غسان عبود أن استثماره في في مجال الاعلام هو قضية سياسية تحت غطاء سياسي، وأنه دخل السوق السورية ليس بسبب الفراغ الاعلامي وعدم وجود قنوات خاصة وإنما لتحقيق مكاسب يمكن توظيفيها سياسيا، وفي أكثر من مناسبة وصف غسان عبود سوريا بالأرض الخصبة للاستثمار الاعلامي.

## البعد السياسي والاجتماعي
منذ انطلاقة مشروع تلفزيون المشرق، قبل البث بحوالي السنة، تنبأ المتابعون المراقبون المختصون في الشأن الاعلامي بالفشل للمشروع، واعتبروه ضربا من المغامرة غير المحسوبة. وذلك بسبب ارتباطه وعمله على الأراضي السورية، إذ أن الحكومة السورية في سوريا كانت حذرة جدا من المشاريع الاعلامية الخاصة، لا بل ولطالما اعتبرتها مشاريع مشبوه فخونتها وأغلقتها، أو خلقت لها عراقيل إدارية لتميتها في مهدها، منها العديد من الصحف والمواقع الإلكترونية.
كما أن العقلية التجارية السورية لا تزال غير مؤمنة بالانفاق الاعلاني، والحالة الاقتصادية لا تزال حالة احتكارية غير تنافسية لاتحتاج إلى اعلان لجلب المستهلك، بالإضافة إلى أن الإعلان من سوريا مسيطر عليه من قبل المؤسسة العامة للإعلان والتي بدورها تلعب دور المتعيش الطفيلي والرقيب والموجه والمحتكر للإعلان السوري حسب رغبتها.
لكن الذي حدث أن تلفزيون أورينت/المشرق أطلق كاميراته واعلاميه في كل جغرافية الأراضي السورية، ودخل في كل زوايا المجتمع السوري بما فيها الزويا الضيقة والخطرة والتي لطالما اعتبر المراقبون أن النظام والحكومات السورية تعتبرها خطوطا حمراء، فقدم وجها عن المجتمع والنظام والحكومات السورية غير الوجوه المنمطة التي وضع فيها.
تعرض مكتب القناة للاغلاق في 29 يوليو 2009، وباشرت تحقيقات أمنية مع عدد من الصحفين في المكتب توقفت بعد عدة أيام، حيث أقدمت عناصر أمنية بإبلاغ الموظفين المتواجدين في مكتب القناة شفهيا بأمر إغلاق المكتب وطلبت منهم مغادرة المكتب على الفور، وتبلغ كل من مدير المكتب السيد جميل سماق ومدير إدارة الإنتاج السيد محمد رامي الجندي ضرورة مراجعة الجهة الأمنية. وفي اليوم التالي نقلت المواقع اللإلكترونية السورية أن المكاتب أغلقت بسبب عدم وجود تراخيص، أو أن القناة قد أفلست بسبب الأزمة الاقتصادية، أو عن تدخلات لرجل الأعمال السوري رامي مخلوف، لكن كان من الواضح أن هذه الحملة بدأت منذ تسربت أخبار عن محاولات رامي مخلوف السيطرة على القناة مستغلا تلك الظروف التي ساهم في خلقها، كما تناقلت المواقع الإلكترونية السورية، ليسهل له ابتلاعها بأرخص الأثمان.
فالذي يدحض ادعاء الأجهزة الأمنية أن مكاتب القناة كانت تعمل بدون ترخيص، هي أن المكاتب كانت موجودة وتعمل منذ سنتين وأننا جميعا شاهدنا ظهور وزير الاعلام ووزير الثقافة وعدد كبير من الوزراء الآخرين ضيوفا على التلفزيون من استديوهاتهم في سورية، كما أن مراسل ومكرفون قناة الأورينت تواجد دائما في مقر وزارة الخارجية السورية وفي القصر الجمهوري ومنذ ذلك التاريخ فقدت القناة منبع برامجها في سورية، وبسبب هذا القرار خسر حوالي 125 سوريا وسورية بين صحفي ومخرج وفني وإداري عملهم في سورية، ويبدو أن تأثير هذه الضغوطات وصلت إلى المقر الرئيسي للقناة إذ قرر القائمون على القناة وقف نشرات الأخبار، وأعادوا بث عدد من البرامج على مدى خمسة أشهر. تحت شعار أنها فترة لاعادة ترتيب أوضاعهم واعادة ترتيب البيت الداخلي تحت عنوان «رؤية جديدة لعالم يكبر».
إثر الاحتجاجات في سوريا التي انطلقت 15 مارس 2011، تلقى العاملون بالقناة تهديدات من أجهزة الأمن السورية حتى يعلنوا استقالتهم من القناة وكتبت القدس العربي تحت عنوان «تهديدات لقناة المشرق السورية واتهامات بالخيانة والعمالة تبث جوا من الرعب بين موظفيها» تقول:
«سادت أجواء من القلق والتوتر قناة (أورينت) التلفزيونية السورية الخاصة، إثر تلقي موظفين سوريين فيها اتصالات هاتفية من ضباط أمن سوريين كبار لتهديدهم بترك العمل في القناة خلال مهلة زمنية محددة، يتم اعتبارهم بعدها خونة وعملاء لإسرائيل، وتتعرض عائلاتهم داخل سورية للاختطاف والملاحقة، ما أدى إلى استقالة ثلاثة من موظفي القناة... بعد أن أرعبتهم هذه التهديدات، التي حاولت المس بانتمائهم الوطني.»
وتابعت: «وكانت قناة (المشرق) وهي قناة خاصة تبث من المدينة الإعلامية في الفجيرة، ومملوكة لرجل الأعمال السوري غسان عبود، قد غطت الاحتجاجات والمظاهرات التي شهدتها مدينة درعا وبعض المدن الأخرى، ما أثار نقمة السلطات السورية، (حسب تصريح خاص لغسان عبود) فعمدت إلى إطلاق التهديدات والاتهامات بالخيانة والعمالة، عبر المواقع الالكترونية السورية، ومن خلال الاتصالات الهاتفية المباشرة مع موظفي القناة.»